# セブンオークス (サウスカロライナ州)
セブンオークス（英: Seven Oaks) は、アメリカ合衆国サウスカロライナ州中央部のレキシントン郡に位置する国勢調査指定地域 (CDP） である。2010年の国勢調査での人口は15,144 人だった。州都コロンビア市の北西10キロメートルに位置している。

## 地理
セブンオークスは北緯34度2分57秒 西経81度8分31秒 / 北緯34.04917度 西経81.14194度 (34.049200, -81.141948)に位置している。
アメリカ合衆国国勢調査局に拠れば、CDPの全面積は7.9平方マイル (20.6 km2)であり、このうち陸地7.8平方マイル (20.3 km2)、水域は0.1平方マイル (0.3 km2)で水域率は1.38%である。

## 人口動態
以下は2000年国勢調査による人口統計データである。
| 基礎データ - 人口: 15,755 人 - 世帯数: 6,633 世帯 - 家族数: 4,324 家族 - 人口密度: 774.9人/km2（2,007.9 人/mi2） - 住居数: 6,979 軒 - 住居密度: 343.3軒/km2（889.4 軒/mi2） 人種別人口構成 - 白人: 73.51% - アフリカン・アメリカン: 21.50% - ネイティブ・アメリカン: 0.33% - アジア人: 2.81% - 太平洋諸島系: 0.06 - その他の人種: 0.58% - 混血: 1.21% - ヒスパニック・ラテン系: 1.89% | 年齢別人口構成 - 18歳未満: 23.3% - 18-24歳: 9.5% - 25-44歳: 30.7% - 45-64歳: 25.2% - 65歳以上: 11.3% - 年齢の中央値: 36歳 - 性比（女性100人あたり男性の人口） - 総人口: 89.0 - 18歳以上: 85.1 世帯と家族（対世帯数） - 18歳未満の子供がいる: 30.4% - 結婚・同居している夫婦: 50.5% - 未婚・離婚・死別女性が世帯主: 11.8% - 非家族世帯: 34.8% - 単身世帯: 27.9% - 65歳以上の老人1人暮らし: 6.8% - 平均構成人数 - 世帯: 2.35人 - 家族: 2.89人 | 収入と家計 - 収入の中央値 - 世帯: 47,019米ドル - 家族: 58,890米ドル - 性別 - 男性: 37,508米ドル - 女性: 27,940米ドル - 人口1人あたり収入: 22,388米ドル - 貧困線以下 - 対人口: 6.8% - 対家族数: 4.6% - 18歳未満: 11.3% - 65歳以上: 4.8% |